# Lisa Top
Lisa Top (Gouda, 1996) is een Nederlands turnster. In 2014 werd ze Nederlands kampioene op de meerkamp.
Vanaf 2009 komt Top uit voor Turncentrum Sportstad Heerenveen (TSH). Daarvoor turnde ze bij DOS Heerhugowaard, Victory Alkmaar en K&V Opmeer.
In 2009 won zij bij de Nederlandse Kampioenschappen voor Junioren alle gouden medailles in de eredivisie. Zowel in de allround-wedstrijd als ook bij alle vier toestelfinales werd zij eerste.
Bij het Europees Kampioenschap voor Junioren in Birmingham in 2010 werd zij zevende in de meerkampfinale en 7de tijdens de toestelfinale op vloer. Bij het European Youth Olympic Festival (EYOF) in Trabzon in 2011 behaalde zij een tiende plaats in de meerkampfinale.
Haar debuut bij de senioren maakte zij op 11 januari 2012 tijdens het Olympic Test Event in Londen, waar zij met het Nederlands team zich net niet wisten te plaatsen voor de Olympische Zomerspelen 2012. In mei van dat jaar kwam zij uit voor Nederland tijdens het Europees Kampioenschap in Brussel waar zij een vijftiende plaats behaalde in de meerkamp. Later dat jaar behaalde zij meerdere medailles tijdens verschillende wereldbekerwedstrijden.
Het jaar 2013 werd grotendeels gekenmerkt door diverse blessures waardoor zij pas aan het einde van dat jaar haar rentree kon maken.
Tijdens het Europees Kampioenschap in Sofia in 2014 werd zij met het Nederlandse team negende. In juni werd zij Nederlands Kampioen meerkamp in de eredivisie en won zij goud tijdens de toestelfinale op vloer. In oktober 2014 vertegenwoordigde zij Nederland voor het eerst op een Wereldkampioenschap turnen in Nanning.
Tijdens de European Games (2015) in Azerbeidzjan won zij twee keer brons (landenwedstrijd en toestelfinale sprong). In 2016 won zij goud op vloer tijdens het "Turnier der Meister" (wereldbeker) in Cottbus. Daarna raakte zij ernstig geblesseerd, en besloot zij eind 2016 te stoppen met de turnsport.